# Schmelzbasalt
Schmelzbasalt ist ein mineralischer Werkstoff für Anlagenteile, in denen das Fördergut hauptsächlich reibenden Verschleiß verursacht – z. B. Bunker, Rutschen, Rinnen, Trogkettenförderer, Mischer, Abscheider, Rohre, Rohrbogen, Zyklone uzw.

## Herstellung von Schmelzbasalt
Das Ausgangsprodukt für die Herstellung von Schmelzbasalt ist dichter, ausgesuchter Basalt, der in verschiedenen äußeren Formen und unterschiedlichen mineralogischen Zusammensetzungen auftritt.
Der geeignete ausgesuchte Basalt wird auf eine Körnung von 20/50 mm gebrochen und bei einer Temperatur von ca. 1250 °C geschmolzen. In kontinuierlichem Betrieb fließt der flüssige Basalt aus einem Herdofen zunächst in den Vorherd mit verschiedenen Einbauten zur Läuterung. Von dort fließt der Schmelzbasalt dann in Sandformen, Kokillen oder Schleuderformen.
Nach dem Erstarren der Gussteile werden die Formstücke oder Rohre in einen Temper- und Kühlofen gegeben. Zu diesem Zeitpunkt weisen die Gussstücke noch ein ungleichmäßiges Gefüge und Spannungen auf, die durch kontrollierte Temperaturführung in einem ca. 24-stündigen Prozess abgebaut werden.
Das Ergebnis sind Formteile, die sich auf Grund ihrer Struktur und Härte als hochverschleißfeste Auskleidungen eignen.

## Eigenschaften und technische Daten
| Rohdichte                  | 2,8....2,9 kg/dm³   | nach DIN 51065         |
| Druckfestigkeit            | 450 N/mm²           | nach DIN 52105         |
| Wärmeleitfähigkeit         | 1...1,16 W/m*k      | nach DIN 52612, Teil 1 |
| Härte nach Mohs            | etwa 8 (Diamant 10) |                        |
| Elektrischer Widerstand    | 10.000 Ohm          |                        |
| Spezifische Wärmekapazität | 0,8kj/kg*K          |                        |

Bei Schmelzbasalt handelt es sich um einen mineralischen Werkstoff mit hoher Druckfestigkeit, hohem E-Modul und sehr großer Abriebfestigkeit, wobei gleichzeitig jedoch eine gewisse Schlagempfindlichkeit vorhanden ist.
Neben seiner Verschleißfestigkeit hat Schmelzbasalt noch den Vorteil, dass er nicht rostet und säurebeständig ist.
Somit ist eine stets glatte Rutschfläche gewährleistet.
Selbst bei feuchtem Fördergut werden nach einem Betriebsstillstand Verstopfungen und Brückenbildung weitgehend vermieden.

## Geschichte
In Frankreich in den Laboratorien der Technischen Hochschule in Paris, wurden die ersten Versuche gemacht, Basalt zu schmelzen, wobei diese Versuche jedoch nicht über das Laborstadium hinauskamen.
1909 beschäftigte sich in der Auvergne der französische Arzt Dr. Francois Ribbe damit, Schmelzversuche in größerem Umfang mit Basalt durchzuführen. Bald erkannte er, dass ihm das reine Schmelzen eine Art schwarzes Glas bescherte, das jedoch nicht die Eigenschaften des Naturbasalt hatte, unter großen Spannungen stand und leicht zersprang.
Mit Unterstützung der Technischen Hochschule Paris gelang es dann der Compagnie Générale du Basalte nach sehr langwierigen Versuchen, endlich einen brauchbaren Werkstoff herzustellen. Gegen Ende des Ersten Weltkriegs wurde dieser Werkstoff in Frankreich in größerem Umfang in der Elektroindustrie für Isolatoren eingesetzt, vor allem aber beim Betrieb der berühmten Pariser Untergrundbahn, der Metro, bei der man Schmelzbasalt zwischen die Führungsschienen und eine normale Schiene setzte.
Diese Erfolge der französischen Gesellschaft führten dazu, dass sich eine deutsch-französische Gruppe zusammenschloss und in Vettelschoß-Kalenborn die Produktion von Schmelzbasalt begann. Das Produkt war jedoch ein anderes als in Frankreich. Dies lag an der Verschiedenartigkeit des Rohbasaltes und auch an der Schmelz- und Vergütungstechnik. Der Schmelzbasalt hatte einen höheren Eisengehalt und eignete sich daher nicht wie der in Frankreich für Isolatoren. So suchte man nach neuen Anwendungsgebieten und ab 1937 gelang es, Schmelzbasalt als Verschleißschutz im Kohlenbergbau und in der Hüttenindustrie einzusetzen.
Im Zweiten Weltkrieg ersetzte Schmelzbasalt an vielen Stellen in der Industrie Eisen und Stahl, so z. B. in Steinkohlen- und Kalizechen, im Erzbergbau, in Kokereien und in den damals sehr wichtigen Treibstoffwerken für synthetisches Benzin.
Bis heute wird Schmelzbasalt zur Auskleidung von stark verschleißbeanspruchten Anlagenteilen verwendet.